# Kanchanaburi
Broen over Riwer Kwai (Khwae Yai ) er lokaliseret ved Kanchanaburi i Thailand
 Der er for få eller ingen kildehenvisninger i denne artikel, hvilket er et problem. Du kan hjælpe ved at angive troværdige kilder til de påstande, som fremføres i artiklen.

14°01′10″N 99°31′52″Ø / 14.019444444444°N 99.531111111111°Ø